# Nemesio Fernández García
Nemesio Fernández García (Ponferrada, 19 de diciembre de 1783) fue un industrial y político liberal español.

## Biografía
Procedente de una familia de vinateros de la naciente burguesía provincial. Nace en un inmueble de la Plaza de la Virgen de la Encina de Ponferrada en 1783. Tras el fin de la Guerra de la independencia española y la posterior aprobación de la constitución española de 1812, entra en política, desempeñando cargos relativos al ayuntamiento de Ponferrada.
Con la restauración absolutista de Fernando VII, que se concretó en la derogación de la Constitución gaditana en 1814, llegó la disolución de la Milicia Nacional. Muy a pesar del Rey, con la instauración del Trienio Liberal de 1820 a 1823 se restituyó la Milicia, llegando Nemesio a formar parte de la misma como activo liberal opositor a los realistas.
A pesar de la restauración del absolutismo fue desempeñando cargos en la administración municipal, llegando a ostentar la alcaldía constitucional de Ponferrada en 1847, en la cual se distinguió por iniciar los proyectos de la construcción de la carretera a Asturias, y la mejora de los accesos a la ciudad mediante la ampliación de calles y carreteras o la restauración de puentes.
En cuanto a su actividad profesional, se distinguió por ser un industrial ferrero de éxito, mostrando gran habilidad al abrir nuevas fábricas por todo el Bierzo. Todo ello hizo que se convirtiera en uno de los hombres más ricos de su época.
De igual modo, en calidad de Senador por la provincia de León (1841-1843), junto con el diputado Pascual Fernández Baeza, se distinguió por ser uno de los dos prohombres bercianos que más ha luchado activamente en el intento de recuperar la titularidad provincial de la desaparecida provincia del Vierzo.